# Національний парк Іріомоте-Ісіґакі
Національний парк Іріомоте-Ісіґакі (яп. 西表石垣国立公園, Iriomote-Ishigaki Kokuritsu Kōen) — національний парк у префектурі Окінава, Японія. Він розташований на островах Яеяма Східнокитайського моря та навколо них.
Парк був створений у 1972 році як Національний парк Іріомоте (яп. 西表国立公園) і включав острови Іріомоте, Кохама, Куро і Такетомі. У серпні 2007 року територія, що охороняється, була розширена і включила острів Ісіґакі.
Парк відомий як місце існування Іріомотського кота.

## Споріднені муніципалітети
- Ісіґакі, Такетомі[3]